# Pedro Alves (político)
Pedro Filipe dos Santos Alves (30 de dezembro de 1972) é um deputado e político português. Ele é deputado à Assembleia da República na XIV legislatura pelo Partido Social Democrata. Possui uma licenciatura em Ensino e uma frequência de mestrado em Administração e Organização Educativa.